# Блоха, Юрий Игоревич
Юрий Игоревич Блоха (укр. Юрій Ігорович Блоха; 1988—2022) — младший лейтенант Вооружённых сил Украины, участник российско-украинской войны. Герой Украины (2023).

## Биография
С детства мечтал стать футбольным тренером. Окончил Николаевский национальный университет имени В. А. Сухомлинского по специальности «физическая культура и спорт и допризывная подготовка». Там же прошел обучение на военной кафедре, ему дали звание младшего лейтенанта запаса.
Работал детским футбольным тренером Березнеговатской и Снигиревской ДЮСШ, и учителем физической культуры и допризывной подготовки Березнеговатского заведения общего среднего образования I—III ступеней Николаевской области.

## Награды
- звание «Герой Украины» с присвоением ордена «Золотая Звезда» (2022, посмертно) — за личное мужество и героизм, проявленные в защите государственного суверенитета и территориальной целостности Украины, верность военной присяге.